# Ditassa thymifolia
Ditassa thymifolia är en oleanderväxtart som först beskrevs av Rudolf Schlechter, och fick sitt nu gällande namn av Liede och Meve. Ditassa thymifolia ingår i släktet Ditassa och familjen oleanderväxter. Inga underarter finns listade i Catalogue of Life.